# Altbüron
Altbüron (toponimo tedesco) è un comune svizzero di 1 029 abitanti del Canton Lucerna, nel distretto di Willisau.

## Geografia fisica
Il territorio del comune di Altbüron si estende nella valle della Rot.

## Monumenti e luoghi d'interesse
- Cappella cattolica di Sant'Antonio da Padova, attestata dal 1543 e ricostruita nel 1683[3].

## Società

### Evoluzione demografica
L'evoluzione demografica è riportata nella seguente tabella:
Abitanti censiti

## Economia
L'economia locale si basa prevalentemente sui settori primario e secondario.